# Villa (Cangas de Onís)
Villa es un lugar que pertenece a la parroquia de Margolles en el concejo de Cangas de Onís (Principado de Asturias). Se encuentra a 210 m s. n. m. y está situada a 16 km de la capital del concejo, la ciudad de Cangas de Onís. 

## Población
En 2023 contaba con una población de 26 habitantes (INE, 2023) repartidos en un total de 8 viviendas (INE, 2010).